# ویکتور راسکین
ویکتور راسکین (Victor Raskin) استاد دانشگاه و نویسندهٔ کتاب مکانیسم‌های منطقی طنز و بنیان‌گذار مجلهٔ بین‌المللی طنز است.
راسکین نظریه موقعیت‌بنیاد خود را با عنوان نظریه انگاره معناشناختی طنز را در کتاب خود بسط داد و شرایط لازم و ضروری برای خلق متن طنز را برشمرد. از نظر او «متن خنده‌دار دو شرط دارد: اول این که این متن باید به تمامی یا جزئاً با دو موقعیت مختلف در تقابل باشد. دوم، دو موقعیتی که متن خنده‌دار با آن‌ها در تقابل است، باید با هم در تضاد باشند و در واقع همین رابطه تقابل/تضاد موقعیت است که مؤلفه اصلی ایجاد خنده محسوب می‌شود.»